# Râle fascié
Rufirallus fasciatus
Espèce
Répartition géographique
Statut de conservation UICN

 LC  : Préoccupation mineure
Le Râle fascié (Rufirallus fasciatus) ou Marouette fasciée, est une espèce d'oiseaux d'Amérique du Sud appartenant à la famille des Rallidae.

## Répartition
Cet oiseau vit à travers l'ouest de l'Amazonie.

## Taxinomie
synonymesAnurolimnas fasciatus, Porzana fasciata (protonyme), Rufirallus fasciatus.